# Berlini Műszaki Egyetem
A Berlini Műszaki Egyetem (Technische Universität Berlin, TU Berlin) más néven Berlin–Charlottenburg Egyetem Németország második legnagyobb műszaki egyeteme. 1879 és 1946 között Berlini Műszaki Főiskola (Technischen Hochschule zu Berlin) volt.

## Fontos kutatási területe
A bioszorpciós eljáráshoz szükséges biotikus fázis vizsgálata és a biomassza szaporítása a Berlini Műszaki Egyetemen folyik.

## Magyar Nobel-díjasai
Wigner Jenő Nobel-díjas fizikusról elnevezett épületen emléktáblája is van. Külön figyelmet érdemel az a tény, hogy a BME és a TU Berlin két közös Nobel-díjas volt diákkal büszkélkedhet: Gábor Dénessel és Wigner Jenővel.